# Микитась Василь Лазарович
Василь Лазарович Микитась (23 жовтня 1924, Жовте — 20 березня 1999, Київ) — український літературознавець, педагог, доктор філологічних наук (з 1971 року), професор (з 1990 року).

## Біографія
Народився 23 жовтня 1924 року в селі Жовтому (тепер П'ятихатського району Дніпропетровської області).
Учасник Другої світової війни. Закінчив Дніпропетровський університет; у 1955–1970 роках працював в Ужгородському університеті, у 1970–1974 роках — в Інституті історії АН УРСР, з 1974 року — завідувач відділом рукописних фондів і текстології, з 1979 року — завідувач відділом давньої української літератури, з 1985 року — провідний науковий співробітник Інституту літератури імені Т. Г. Шевченка АН УРСР.
Помер в Києві 20 березня 1999 року. Похований на Новобайковому кладовищі.

## Літературна діяльність
Літературну діяльність розпочав з віршів, що з'являлись у піонерській газеті «На зміну» з благословення Павла Тичини. Автор понад 200 публікацій та багатьох книжок, серед яких:
- «О. В. Духнович»;
- «Український письменник-полеміст Михайло Андрелла»;
- «Давні рукописи й стародруки»;
- «Літературний рух на Закарпатті другої половини ХІХ ст.»;
- «Галузка могутнього дерева»;
- «Проти фальсифікації спадщини Лесі Українки»;
- «Правда про Василя Стефаника»;
- «Через гори і кордони»;
- «З ночі пробивалися…»;
- «Іван Франко — дослідник української полемічної літератури»;
- «Давньоукраїнські студенти і професори»;
- «Вінценосні розпусниці»;
- «Геній у терновому вінку: А.Ю. Кримський».

Один з авторів колективних літературознавчих досліджень.
У 1962 упорядкував і написав передмову до колективної збірки «Гірські квіти», що вийшла друком в Ужгороді.